# Adelina Patti
Adela Juana María Patti, detta Adelina (Madrid, 19 febbraio 1843 – Brecon, 27 settembre 1919), è stata un soprano italiano naturalizzato britannico.
Nata in Spagna e cresciuta negli Stati Uniti da famiglia italiana, è considerata uno dei più grandi soprani della seconda metà del XIX secolo in virtù dell'eccezionale successo di pubblico e dell'enorme stima da parte dei compositori. Negli anni di massimo splendore, si faceva pagare fino a $5.000 del tempo in oro e rigorosamente prima delle sue esibizioni.

## Biografia
Adela Juana María Patti, nome con il quale venne battezzata l'8 aprile 1843, nacque a Madrid, città dove all'epoca lavoravano entrambi i genitori.
Il padre era il tenore di forza catanese Salvatore Patti (1800–1869), la madre il soprano romano Caterina Barili (deceduta nel 1870) al secondo matrimonio (dal primo, con l'organista, compositore e insegnante di canto romano Francesco Barilli, Caterina aveva avuto quattro figli: l'acclamato soprano Clotilde Barilli, il baritono Ettore, il basso profondo Antonio e il basso cantante Nicolò).
Adelina, ultimogenita, non fu l'unica dei figli della coppia a seguire la carriera artistica: le sorelle maggiori Carlotta (1835–1889) e Amelia (1831–1915, che divenne moglie del pianista Maurice Strakosch) furono stimate cantanti, mentre il fratello Carlo (1842–1873) fu violinista e direttore d'orchestra.

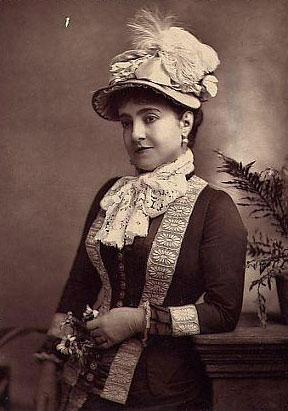
Patti in un'immagine giovanile.

Nel 1844 la famiglia si trasferì a New York, dove il padre lavorò dapprima alla Palmo's Opera House (demolita nel 1876) e in seguito (dal 1849 al 1852) come secondo tenore nella compagnia dell'Astor Place Opera House, guidata all'epoca dal compositore e impresario austriaco Max Maretzek (1821–1897).

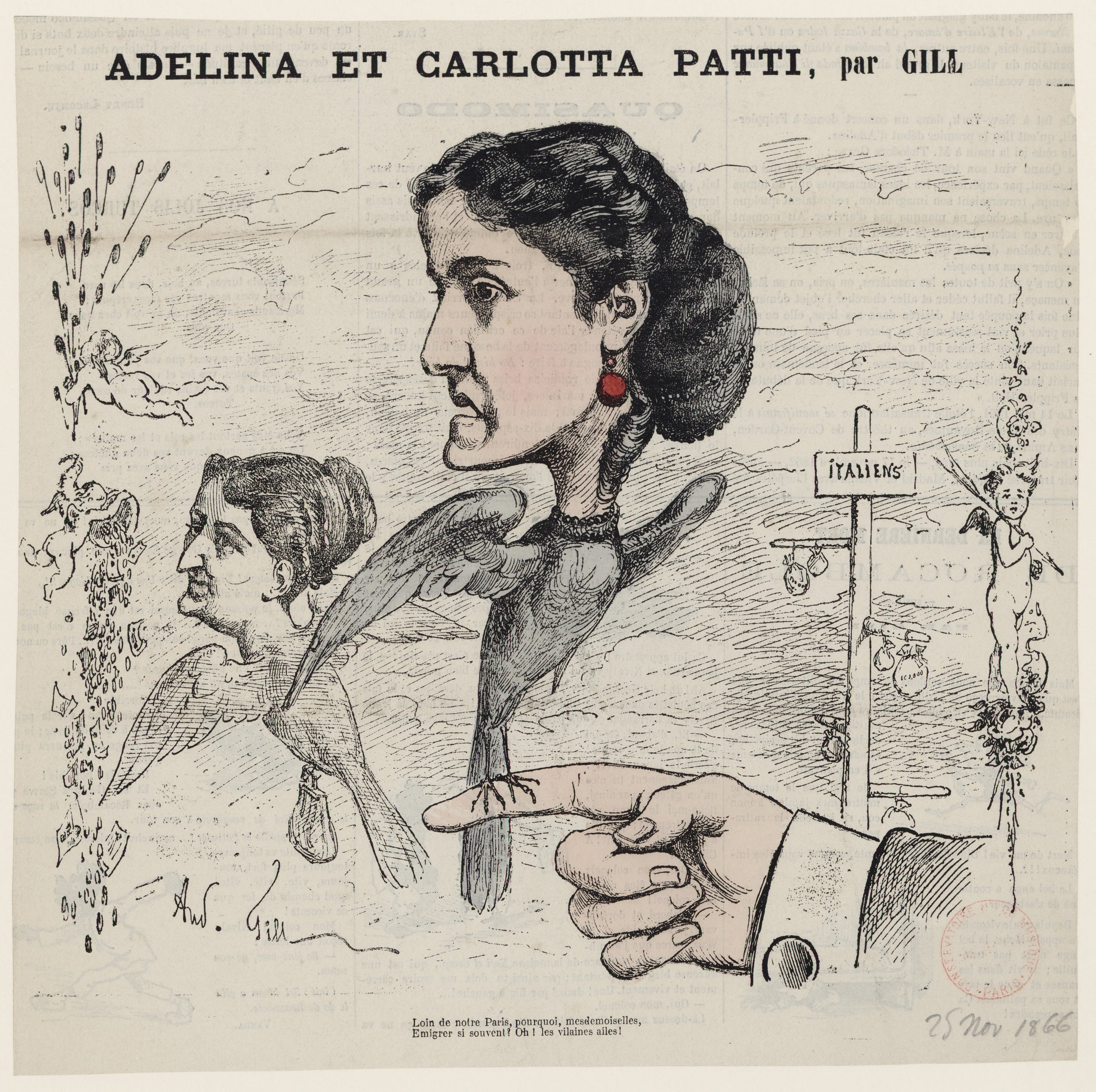
La cantante ritratta assieme alla sorella Carlotta in un dipinto caricaturale di André Gill (1840–1885).

Le famiglie Maretzek e Patti, oltre a essere vicine di casa, erano legate da rapporti di amicizia e la piccola Adelina, che si contraddistinse fin da piccola per capacità canore e memoria musicale, era spesso incentivata a cantare (in cambio di spiccioli o dolciumi) in occasioni dei raduni delle due famiglie.
La sua formazione canora si deve al fratellastro, Ettore, e al cognato Maurice Strakosch. Si racconta che nel 1850, dopo aver assistito a un concerto di Jenny Lind, al ritorno a casa fu in grado di ripetere a memoria i brani cantati dal soprano svedese.
La prima apparizione pubblica risale al 1852, in occasione di un concerto del violinista Michael Hauser, a cui seguirono numerose tournée negli Stati Uniti e Cuba (dove accompagnò il pianista e compositore Louis Moreau Gottschalk). Il suo debutto operistico risale al 24 novembre 1859 all'Academy of Music Opera House di New York, quando la sua interpretazione di Lucia di Lammermoor di Donizetti, assieme al tenore Pasquale Brignoli, incontrò il favore della critica.
Conclusa la stagione a New York, si recò a Londra, accompagnata dal padre, dove fu ingaggiata dal manager del Covent Garden Theatre dove debuttò il 14 maggio 1861 nel ruolo di Amina ne La sonnambula di Vincenzo Bellini, riscuotendo notevole successo; cantò a ogni stagione del Covent Garden dal debutto fino al 1884. Si esibì quindi in Germania, nei Paesi Bassi, in Belgio e, nell'autunno dello stesso anno, al Théâtre Italien di Parigi, nuovamente nel ruolo di Amina (16 novembre 1861). In Italia debuttò nella stagione 1865-66, interpretando al Teatro Regio di Torino ancora Amina e Rosina ne Il barbiere di Siviglia di Gioachino Rossini. In Italia canterà poi anche a Milano, Venezia e Genova con enorme favore di pubblico.

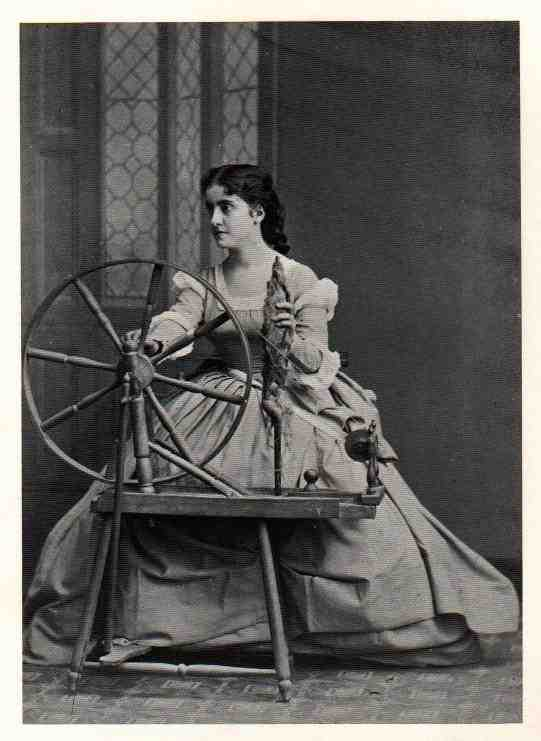
Adelina Patti nei panni di Margherita nel Faust di Charles Gounod.

Nel 1862 si era esibita alla Casa Bianca cantando Home! Sweet Home!, un brano composto da John Howard Payne (1791–1852) per l'opera Clari, the Maid of Milan, commuovendo Abraham Lincoln e la moglie (in lutto per la recente perdita del figlio Willie). Adelina rimase legata al brano che divenne uno dei bis più frequenti ai suoi concerti, accanto alla canzone popolare Comin' Thro' the Rye, riveduta nel XVIII secolo da Robert Burns.
Nel 1868 prese parte ai solenni funerali di Rossini nella Chiesa della Trinité di Parigi, interpretando, insieme al contralto Marietta Alboni, un brano del Dies irae, "Liber scriptus", adattato alla musica del duetto "Quis est Homo" dallo Stabat Mater composto dallo stesso Rossini.
La sua carriera proseguì di successo in successo. Cantò negli Stati Uniti d'America, in Europa, in Russia e in Sud America, suscitando ovunque l'entusiasmo del pubblico e della critica; il suo aspetto fanciullesco le conferiva un'ottima presenza scenica. Nella sua giovinezza, secondo le testimonianze, la voce straordinariamente limpida le consentì di eccellere nei ruoli di Zerlina nel Don Giovanni, Rosina ne Il barbiere di Siviglia (versione per soprano), nonché soprattutto nei ruoli di coloratura di Lucia di Lammermoor e La sonnambula, che saranno sempre i suoi cavalli di battaglia, cimentandosi anche in ruoli più lirici quali Margherita del Faust e Giulietta di Romeo e Giulietta, entrambe di Charles Gounod. Sua celeberrima antagonista fu il soprano ungherese Etelka Gerster.
La Patti era considerata una cantante poco incline alla sperimentazione e il programma dei suoi concerti includeva invariabilmente le stesse arie. D'altro canto fu un'attrice convincente in ruoli patetici come Gilda nel Rigoletto, Leonora nel Trovatore e Violetta nella Traviata, ruolo nel quale Verdi stesso la riteneva la miglior cantante possibile. Quando la sua voce maturò, si cimentò in ruoli di maggior peso, in opere come L'Africaine, Les Huguenots e Aida. Nel 1885 giunse a interpretare la protagonista in Carmen al Covent Garden, raccogliendo uno dei rari insuccessi della sua carriera.

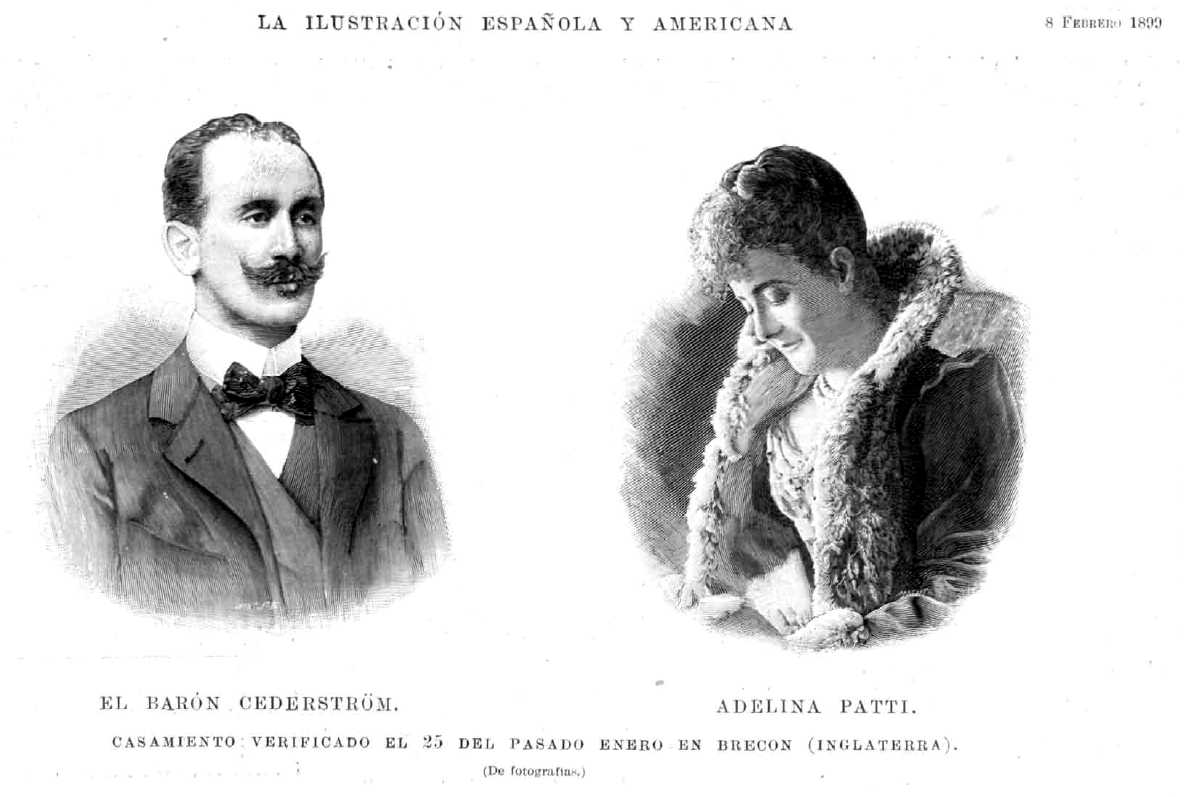
Adelina Patti con il terzo marito: il barone svedese Rolf Cederström.

Si sposò tre volte: nel 1868 con il marchese di Caux, da cui divorziò nel 1885; nel 1886 a Londra con il tenore Ernesto Nicolini, che fu suo compagno anche sulla scena e che morì nel 1898; nel 1899 con il barone svedese Rolf Cederström (1870–1947), di 27 anni più giovane di lei.
Le è stato dedicato un cratere di 47 km di diametro sul pianeta Venere.
È prozia di sesto grado della cantante e attrice di Broadway Patti LuPone.

## Vocalità e personalità interpretativa
Dotata di una voce non potente ma limpida e di splendido timbro nonché di straordinaria estensione e agilità, fu una delle più autentiche dive teatrali del suo tempo e come tale si concesse ogni genere di libertà nell'adattare gli spartiti ai suoi mezzi vocali. Si narra che un giorno, esibendosi nell'aria "Una voce poco fa" da Il barbiere di Siviglia accompagnata al pianoforte dall'anziano Rossini in persona, aggiunse una tale quantità di abbellimenti che il compositore, dopo essersi congratulato, le chiese con ironia chi avesse scritto l'aria.

## Repertorio operistico

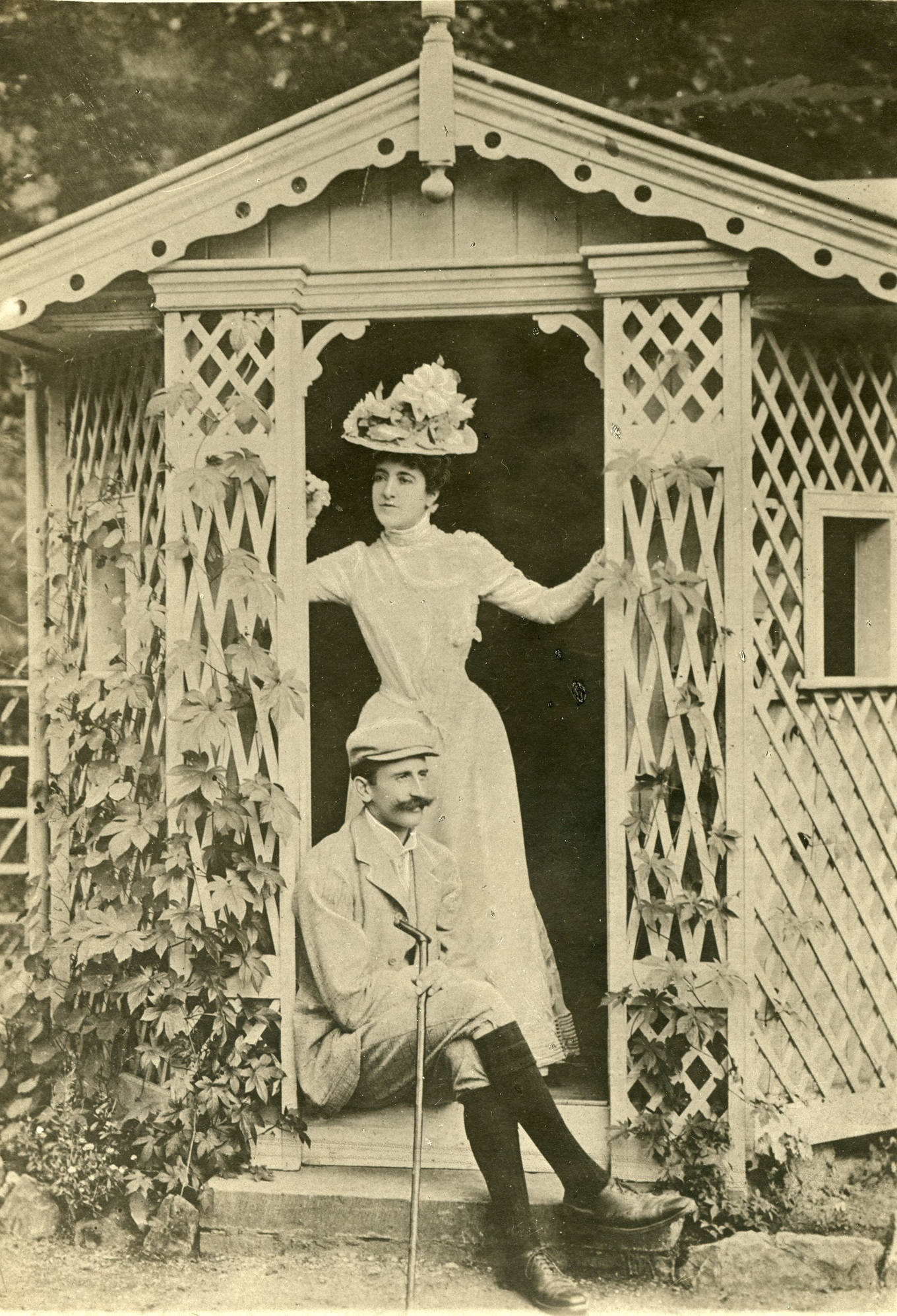
Adelina Patti ed il barone Rolf Cederstöm

| Ruolo                | Titolo                  | Autore    |
| -------------------- | ----------------------- | --------- |
| Amina                | La sonnambula           | Bellini   |
| Elvira               | I puritani              | Bellini   |
| Carmen               | Carmen                  | Bizet     |
| Lakmé                | Lakmé                   | Delibes   |
| Adina                | L'elisir d'amore        | Donizetti |
| Lucia Ashton         | Lucia di Lammermoor     | Donizetti |
| Linda                | Linda di Chamounix      | Donizetti |
| Norina               | Don Pasquale            | Donizetti |
| Lady Harriet         | Martha                  | Flotow    |
| Margherita           | Faust                   | Gounod    |
| Giulietta Capuleti   | Romeo e Giulietta       | Gounod    |
| Margherita di Valois | Gli ugonotti            | Meyerbeer |
| Dinorah              | Dinorah                 | Meyerbeer |
| Inès                 | L'africana              | Meyerbeer |
| Zerlina              | Don Giovanni            | Mozart    |
| Rosina               | Il barbiere di Siviglia | Rossini   |
| Ninetta              | La gazza ladra          | Rossini   |
| Anaide               | Mosè in Egitto          | Rossini   |
| Semiramide           | Semiramide              | Rossini   |
| Elvira               | Ernani                  | Verdi     |
| Gilda                | Rigoletto               | Verdi     |
| Leonora              | Il trovatore            | Verdi     |
| Violetta Valéry      | La traviata             | Verdi     |
| Aida                 | Aida                    | Verdi     |

## Eredità artistica
Ritiratasi nel suo castello Craig-y-Nos, nei pressi di Brecon, in Galles, la Patti continuò a esibirsi privatamente nel piccolo teatro del palazzo. Tra il 1903 e il 1906, ormai sessantenne, decise di incidere la propria voce grazie agli apparecchi della Gramophone Company, che proprio in quel periodo era alla ricerca di cantanti di fama per arricchire il proprio catalogo. Con la Gramophone la Patti incide una ventina di pezzi, spaziando dalle arie d'opera (Casta diva da Norma, Ah non credea mirarti da La sonnambula, ecc.), ad alcune canzoni popolari inglesi in voga alla fine dell'Ottocento. Nonostante l'età la sua voce si mostrava ancora duttile e armoniosa, il che unito all'antichità della tecnica vocale ha reso le sue registrazioni particolarmente apprezzate ancora oggi da parte degli appassionati del canto pre-verista.

## Discografia
- Adelina Patti, Ah! Non credea mirarti: Scena ultima / Bellini; Adelina Patti, soprano, Hayes, Middlesex, The Gramophone & Typewriter Co., 1906, SBN DDS0023979. 1 Disco sonoro: 78 rpm, Acustica, Mono; 12 in. (30 cm)
- Adelina Patti, Pur dicesti / Lotti; Adelina Patti, soprano; con acc. di pianoforte di Sir Landon Ronald, Hayes, Middlesex, The Gramophone & Typewriter Co., 1906, SBN DDS0023647. 1 Disco sonoro: 78 rpm, Acustica, Mono; 12 in. (30 cm)
- Vincenzo Bellini, Norma: Casta diva che inargenti / Vincenzo Bellini; soprano A. Patti, s. l., La Voce del Padrone, 1900-1950, SBN DDS0199977. 1 Disco sonoro: 78 rpm, Mono; 12 in. (30 cm)
- Adelina Patti, Adelina Patti, s. l., Rococo Records, 196., SBN DDS1040170. 1 Disco sonoro: 33 1/3 rpm, Elettrica/analogica, Mono; 12 in. (30 cm)

## Spartiti
- Moritz Strakosch, Di Gioja Insolita; Waltz; Cantata dalla Signora Adelina Patti; Parole di Lorenzo Monterasi, s. l., s. e., 1861-1890, SBN MSM0095669.
- Adelina Patti, Speme arcana en Mi bem. pour mezzo-soprano ou baryton / poesia di Zaffira; paroles françaises de J. Mellery, Paris, Schott, 18.., SBN MUS0238858. Edizione multilingue.
- (FR) Ph. Lefebvre, Adelina Patti, Souvenir du nord: fantasie valse, Paris, Journal des Demoiselles, 1866, SBN TO01945963.
- (FR) Willy de Rothschild, 3 mélodies, Paris, G. Flaxland, 1847-1869, SBN MUS0289907.
- Adelina Patti, Speme arcana per soprano o tenore / poesia del sig.r Zaffira; musica della signora Adelina Patti, Milano, F. Lucca, 1872, SBN MUS0238855.
- Arie e romanze per soprano: cantate dalle signore Désirée Artot ed Adelina Patti / deutsche Bearbeitung von J. C. Grünbaum, Berlin, Schlesinger, SBN LO11644040. Edizione multilingue.
- Salvatore Scuderi, La Rivincita: Scherzo per Soprano scritto espressamente per la celebre Adelina Patti / Salvatore Scuderi; Riduzione per Pianoforte di V. De Meglio, Milano, Ediz. Ricordi, 1883, SBN MUS0124902.
- Julius Benedict, Capinera: canzone con accompagnamento di pianoforte e flauto obbligato / cantata da Adelina Patti; poesia di Francesco Rizzelli, Milano, F. Lucca, 1873, SBN MUS0059122.
- Adelina Patti, Il bacio d'addio: melodia / di Adelina Patti ; versione italiana e francese della poesia di Lord Byron On parting, Milano, Edizioni Ricordi, 1876, SBN RMR0285538. Edizione multilingue.
- Moritz Strakosch, Adelina Patti: valzer per mandolino o violino con accompagnamento di chitarra, Firenze, A. Salani, 1894, SBN MUS0164275.
- Jean Louis Gobbaerts, Speme arcana: reverie caprice pour piano; musica della sign.ra Adelina Patti, Milan, F. Lucca, 18.., SBN MUS0106765. Edizione multilingue.